# Hotsonite
L'hotsonite è un minerale che prende il nome dalla località di ritrovamento, la miniera di Hotson in Sudafrica.